# Korg Triton
Le Triton est un synthétiseur conçu et distribué par la société japonaise Korg à partir de 1999. Il succède au Korg Trinity (en).
Il a été décliné en plusieurs versions : Triton 61 touches Triton Pro 76 touches et Triton Pro X 88 touches marteau. Il existe une version light Korg Triton LE qui contrairement au Triton propose le sampling en option (carte). Il possède en standard toutes les sonorités et les caractéristiques du Triton Standard (plus de 760 sons et plus de 380 combinaisons). Le triton studio sorti plus tard proposera en plus un graveur CD.

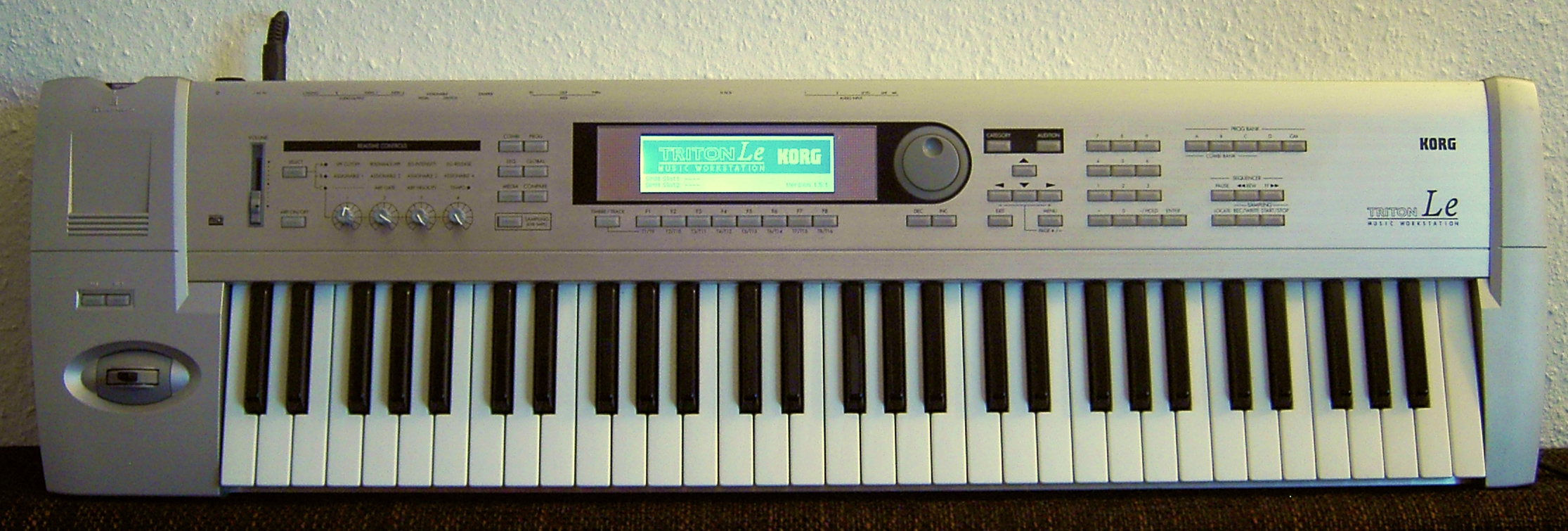
Triton LE
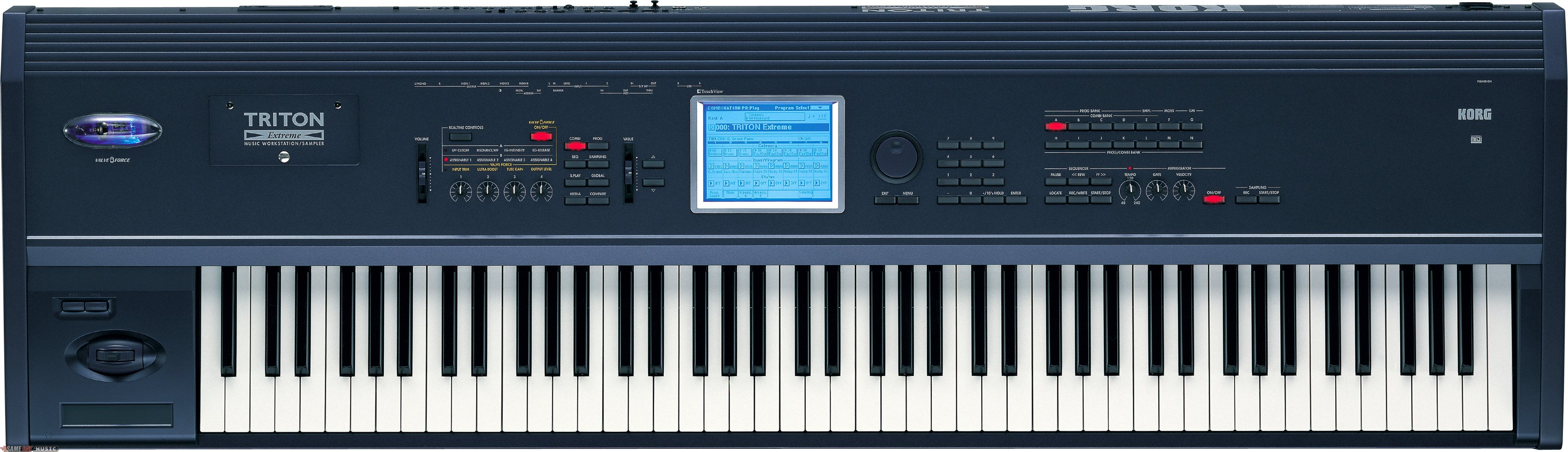
Triton Extreme
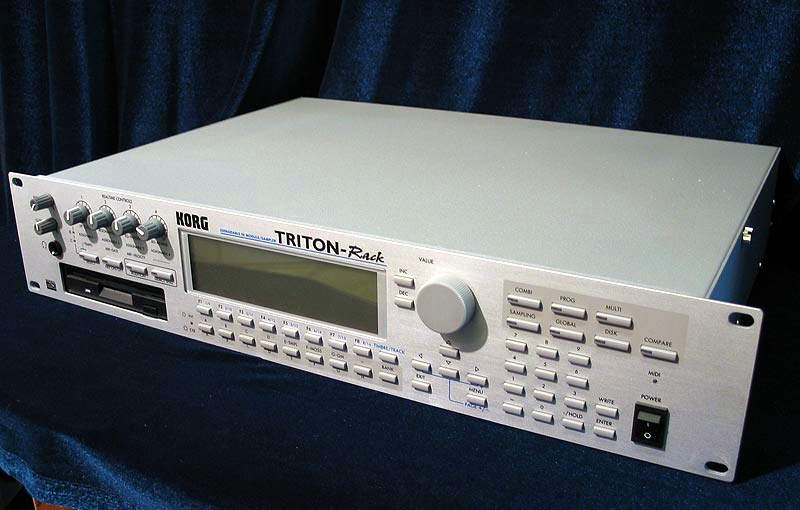
Triton en rack